# Schwand (Stadtsteinach)
Schwand ([ʃvant] ) ist ein Gemeindeteil der Stadt Stadtsteinach im Landkreis Kulmbach (Oberfranken, Bayern). Die Gemarkung Schwand liegt teils auf dem Gemeindegebiet von Stadtsteinach, teils auf dem Gemeindegebiet von Presseck. Sie hat eine Fläche von 17,286 km² und ist in 1164 Flurstücke aufgeteilt, die eine durchschnittliche Flurstücksfläche von 14850,55 m² haben. In ihr liegen neben dem namensgebenden Ort die Gemeindeteile Birken große, Birken kleine, Braunersreuth, Deckenreuth, Eisenberg, Forkel, Frankenreuth, Gründlein, Kunreuth, Osenbaum, Petschen, Römersreuth, Schöndorf, Silberklippe und Vorderreuth.

## Geografie
Das Dorf liegt südwestlich der Schwander Höhe (610 m ü. NHN), einer Erhebung des Frankenwaldes. Eine Gemeindeverbindungsstraße führt an Deckenreuth vorbei nach Wartenfels (1,5 km nordwestlich) bzw. zur Staatsstraße 2195 (0,5 km südöstlich), wo sich zwei weitere Anwesen des Ortes am rechten Ufer des Schindelbachs befinden.

## Geschichte
Der Ort wurde 1145 erstmals urkundlich erwähnt, damals verkauften die Edelherren von Callenberg (bei Coburg) ihre Besitztümer in „Suuantha“ an das Kloster Michelsberg in Bamberg. Frühere Ansiedlungen dürften jedoch schon in der Slawenzeit (6.–9. Jahrhundert) bestanden haben. Im Jahre 1397 wurde mehrfach ein Hans Haueisen zu Schwand erwähnt. Seine 1512 als „Wale“ bezeichnete befestigte Turmhügelburg Schwand in der Ortsmitte wurde wahrscheinlich mit dem Anwesen Haus Nr. 30 überbaut.
Der Ortsname lässt sich vom Begriff schwenden herleiten.
Gegen Ende des 18. Jahrhunderts bestand Schwand aus 19 Anwesen (11 Höfe, 1 Gütlein, 2 Söldengüter, 1 Schmiede, 3 Tropfhäuslein). Das Hochgericht übte das bambergische Centamt Stadtsteinach aus. Das Kastenamt Stadtsteinach war Grundherr sämtlicher Anwesen.
Seit dem Reichsdeputationshauptschluss von 1802 gehört der Ort zu Bayern. Mit dem Gemeindeedikt wurde 1808 der Steuerdistrikt Schwand gebildet, zu dem folgende Orte gehörten: Birken große, Birken kleine, Braunersreuth, Deckenreuth, Eisenberg, Forkel, Gründlein, Kunreuth, Neumühle, Osenbaum, Papiermühle, Petschen, Premeusel, Schlackenmühle, Schlopp, Schöndorf, Silberklippe, Vorderreuth und Waffenhammer. Zugleich entstand die Ruralgemeinde Schwand, die deckungsgleich mit dem Steuerdistrikt war zuzüglich der Orte Frankenreuth und Römersreuth.
Mit dem Gemeindeedikt von 1818 bildete Wildenstein mit Neumühle, Papiermühle, Premeusel, Schlackenmühle, Schlopp und Waffenhammer eine eigene Ruralgemeinde. Zugleich wurden diese Orte an den Steuerdistrikt Presseck überwiesen.
Die Gemeinde Schwand war in Verwaltung und Gerichtsbarkeit dem Landgericht Stadtsteinach zugeordnet und in der Finanzverwaltung dem Rentamt Stadtsteinach (1919 in Finanzamt Stadtsteinach umbenannt). Ab 1862 gehörte Schwand zum Bezirksamt Stadtsteinach (1939 in Landkreis Stadtsteinach umbenannt). Die Gerichtsbarkeit blieb beim Landgericht Stadtsteinach (1879 in Amtsgericht Stadtsteinach umgewandelt). Die Gemeinde hatte 1964 eine Gebietsfläche von 17,246 km². Am 1. Januar 1974 wurde die Gemeinde im Zuge der Gebietsreform in Bayern aufgelöst: Braunersreuth, Kunreuth und Schönreuth wurden in die Gemeinde Presseck eingegliedert, die übrigen Gemeindeteile kamen zu Stadtsteinach.

### Baudenkmal
- Haus Nr. 9: Gasthaus zur Sonne

### Einwohnerentwicklung
Gemeinde Schwand
| Jahr      | 1819   | 1840   | 1852   | 1855   | 1861   | 1867   | 1871   | 1875   | 1880   | 1885   | 1890   | 1895   | 1900   | 1905   | 1910   | 1919   | 1925   | 1933   | 1939   | 1946   | 1950   | 1952   | 1961  | 1970   |
| Einwohner | 457    | 605    | 721    | 750    | 788    | 735    | 716    | 732    | 781    | 750    | 713    | 703    | 658    | 616    | 597    | 614    | 625    | 578    | 527    | 802    | 740    | 638    | 514   | 487    |
| Häuser    |        |        |        |        |        |        | 96     |        |        | 105    | 103    |        | 103    |        |        |        | 99     |        |        |        | 97     |        | 102   |        |
| Quelle    | [ 12 ] | [ 13 ] | [ 13 ] | [ 13 ] | [ 14 ] | [ 15 ] | [ 16 ] | [ 17 ] | [ 18 ] | [ 19 ] | [ 20 ] | [ 13 ] | [ 21 ] | [ 13 ] | [ 22 ] | [ 13 ] | [ 23 ] | [ 13 ] | [ 13 ] | [ 13 ] | [ 24 ] | [ 13 ] | [ 8 ] | [ 25 ] |

Ort Schwand
| Jahr      | 001818 | 001819 | 001861 | 001871 | 001885 | 001900 | 001925 | 001950 | 001961 | 001970 | 001987 |
| Einwohner |        | 115    | 158    | 167    | 165    | 138    | 164    | 190    | 153    | 149    | 124    |
| Häuser    | 18     |        |        |        | 24     | 25     | 26     | 25     | 30     |        | 33     |
| Quelle    | [ 7 ]  | [ 12 ] | [ 14 ] | [ 16 ] | [ 19 ] | [ 21 ] | [ 23 ] | [ 24 ] | [ 8 ]  | [ 25 ] | [ 26 ] |

## Religion
Schwand ist katholisch geprägt und nach St. Bartholomäus (Wartenfels) gepfarrt.